# Rudi Kühn (Radsportler)
Rudi Kühn war ein deutscher Radrennfahrer und nationaler Meister im Radsport.

## Sportliche Laufbahn
Kühn war im Bahnradsport und im Straßenradsport aktiv. 1937 und 1938 gewann er mit der Mannschaft des RC Wanderer Chemnitz den nationalen Titel in der Mannschaftsverfolgung. Beim Sieg 1937 fuhr er zusammen mit Bruno Schulze, Rudolf Schubert, Herbert Hackebeil, Arthur Blankenburg, Rudi Fensl und Rudi Thoß. 1938 holte er mit Rudi Thoß, Rudi Fensl, Herbert Hackebeil, Rudolf Schubert und Bruno Schulze den Titel.
Von 1937 bis 1939 siegte er im Eintagesrennen Rund um Leipzig.